# Farfalle (singolo)
Farfalle è un singolo del cantante italiano Sangiovanni, pubblicato il 3 febbraio 2022 come primo estratto dal primo album in studio Cadere volare.
Il brano è stato eseguito in gara al Festival di Sanremo 2022 durante la seconda serata della kermesse musicale. Si è classificato 5º nella serata finale e ha successivamente raggiunto la 17ª posizione delle classifiche radiofoniche.

## Descrizione
In un'intervista a Radio Kiss Kiss, Sangiovanni ha raccontato di come è nata la canzone:

## Video musicale
Il video, diretto da LateMilk, è stato pubblicato in concomitanza del lancio del singolo sul canale YouTube del cantante.

## Tracce
Testi di Giovanni Pietro Damian e Alessandro La Cava, musiche di Stefano Tognini e Alessandro La Cava.
1. Farfalle – 2:44

## Classifiche

### Classifiche settimanali
| Classifica (2022) | Posizione massima |
| ----------------- | ----------------- |
| Italia            | 2                 |
| Svizzera          | 24                |

### Classifiche di fine anno
| Classifica (2022) | Posizione |
| ----------------- | --------- |
| Italia            | 4         |

## Mariposas
Il 2 giugno 2022 Sangiovanni, assieme alla cantautrice spagnola Aitana, ha pubblicato una versione spagnola del brano, dal titolo Mariposas.

### Video musicale
Il video, diretto da Héctor Merce, è stato pubblicato il 3 giugno 2022 sul canale YouTube di Sangiovanni.

### Tracce
Testi e musiche di Mauricio Rengifo, Andrés Torres, Zef, Aitana Ocaña Morales, Giovanni Pietro Damian e Alessandro La Cava.
1. Mariposas (feat. Aitana) – 2:34

### Classifiche

#### Classifiche settimanali
| Classifica (2022) | Posizione massima |
| ----------------- | ----------------- |
| Spagna            | 10                |

#### Classifiche di fine anno
| Classifica (2022) | Posizione |
| ----------------- | --------- |
| Spagna            | 25        |
| Classifica (2023) | Posizione |
| Spagna            | 52        |